# América mía
América mía, también llamada Frontera sur, es una película coproducción de Argentina, Alemania, España y Francia filmada en colores dirigida por Gerardo Herrero sobre su propio guion escrito en colaboración con Horacio Vázquez Rial novela "Frontera sur", de Horacio Vázquez-Rialque se estrenó el 24 de junio de 1998 y que tuvo como actores principales a José Coronado, Maribel Verdú, Federico Luppi y Peter Lohmeyer. Tuvo el título alternativo de Frontera Sur.
Fue filmada en la localidad de Luján (Provincia de Buenos Aires), convocándose a numerosos extras en la puerta de la Basílica.

## Sinopsis
En la década de 1880, dos inmigrantes, uno alemán y otro gallego, llegan a Buenos Aires y encaran su difícil adaptación.

## Reparto
- José Coronado…Roque
- Maribel Verdú…Teresa / Piera
- Federico Luppi…Maidana
- Peter Lohmeyer…Frisch
- Luis Brandoni…Manuel Posse
- Laura Novoa…Sara
- Gastón Pauls…Mariano Huertas
- Villanueva Cosse…Degollador
- Norberto Verea…Manolo Posse
- Prune Lichtle…Sandrinne
- Francisco Corbalá…nRamón (niño)
- Paula Canals…Rosina
- Ira Fronten…Encarnación
- Manuel Manquiña…Camarero
- Mariano Marín…Ramón (joven)
- Franco Camilaro…Ramón (adulto)
- Roberto Baldi…El Bruto
- Celio Cangossu…Criado Teresa
- Raúl Johnson…Senador
- Suelly Motta…Ofelia
- Melina González…Carmen
- Julia Funari…Madre María
- Eduardo Wigutow…Durán
- Rubén Olivera…Ezeiza
- Elbio Nessier…Comisario
- Miguel Terny…Godoy
- Roberto Franco…Funcionario Aduana 1
- Fausto Collado…Funcionario Aduana 2
- Augusto Britez…Patrón
- Néstor Carvutto…Ritaco
- Norberto Galzerano …Parroquiano 1
- Héctor Bordoni…Parroquiano 2
- Daniel Lareo…Parroquiano Pulpería
- Alberto Vázquez…Emigrante Final 1
- Javier García…Emigrante Final 2
- Virginia Lombardo…Maestra 1
- Alejandra Ródano…Maestra 2
- Pía Uribelarrea…Maestra 3
- Bettina Dorn…Maestra 4
- Pablo Rinaldi…Encargado Burdel
- Mariana Otero…Madre sin Texto
- Alejandra Radano

## Comentarios
Paraná Sendrós en Ámbito Financiero escribió:

«Pasan demasiadas cosas, demasiado pintorescas, no se profundiza en ninguna, ni se potencia ninguna, y todo queda  como una serie de ilustraciones llamativas.»

Diego Battle en La Nación opinó:

«Lo que más sorprende es la total ausencia de emociones en una película llena de asesinatos, plagas, fiestas, chantages, escenas sexuales o duelos de facón.»

Eva Gristein en El Cronista Comercial dijo:

«Aunque los numerosos personajes que que rodean a los protagonistas aparecen aparecen y desaparecen sin control, como en el peor folletín, no dejan de resultar atractivos…América mía naufraga como film pero ofrece una vívida aproximación a las dificultades de una nación que en la diversidad se construyó a sí misma.»

Manrupe y Portela escriben:

«Otra coproducción con pretensiones de saga. Externa, repleta de pintoresquismos y apariciones fugaces, con buenos valores técnicos y todo lo mejor y lo peor de este tipo de historias, más acorde con los tiempos de He nacido en Buenos Aires (Francisco Mugica, 1959).»